# Joseph Paul Franklin
Joseph Paul Franklin, właśc. James Clayton Vaughn Jr. (ur. 13 kwietnia 1950 w Mobile; zm. 20 listopada 2013 w Bonne Terre), znany jako Rasistowski zabójca (ang. The Racist Killer) – amerykański seryjny morderca. 

## Życiorys
Skazany za popełnienie siedmiu morderstw w latach 1977–1980, a także przyznał się do zamachów na życie dwóch znanych ludzi: w 1978 postrzelił wydawcę Hustlera - Larry'ego Flynta, przez co ten do końca życia poruszał się na wózku inwalidzkim oraz jego adwokata, a także w 1980 ranił prawnika Vernona Jordana. Franklin nie został osądzony za żadną z tych dwóch spraw. Dokładna liczba popełnionych przez niego zbrodni jest nieznana. Morderca został osadzony w celi śmierci więzienia Potosi Correctional Center położonego blisko Mineral Point w stanie Missouri, gdzie oczekiwał na wykonanie wyroku. 14 sierpnia 2013 roku Sąd Najwyższy Stanu Missouri ustalił datę egzekucji Franklina na 20 listopada 2013 roku.
Egzekucja Franklina odbyła się w zakładzie karnym Potosi Correctional Center w Missouri, 20 listopada 2013 roku. Jego zgon oficjalnie stwierdzono o 6:17 czasu lokalnego. Skazaniec zrezygnował z przysługującego mu prawa do ostatniego posiłku, a także nie wyraził żadnej skruchy na kilka chwil przed wstrzyknięciem mu śmiertelnej trucizny.